# José da Costa Nunes
José da Costa Nunes (né le 15 mars 1880 à Candelária, sur l'île de Pico aux Açores, Portugal, et mort le 29 novembre 1976 à Rome) est un cardinal portugais de l'Église catholique du XXe siècle, nommé par le pape Jean XXIII.

## Biographie

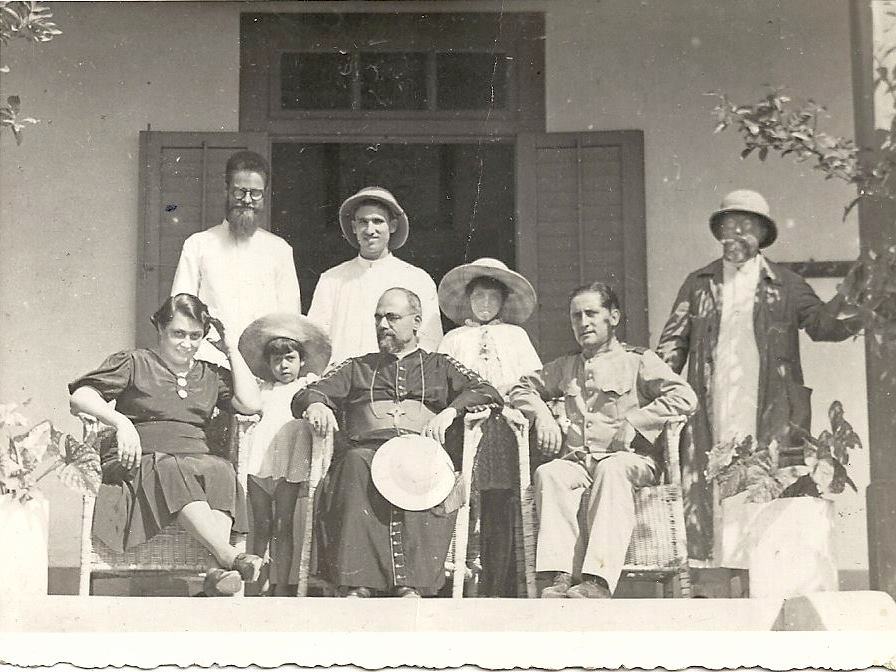
José da Costa Nunes visite Timor Portugais en 1937

José da Costa Nunes est missionnaire à Macao à partir de 1903. Il y fait du travail pastoral et est professeur au séminaire de Macao. Il est vicaire général du diocèse de Macao et Timor en 1906-1913 et est le fondateur du journal Oriente. Da Costa fait du travail missionnaire à Timor en 1913-1920 et est nommé vicaire capitulaire de Macao en 1917.
Il est élu évêque de Macao en 1920 et promu archevêque de Goa et Daman avec le titre de patriarche des Indes orientales en 1940. Il est nommé président permanent du congrès international eucharistique et archevêque titulaire d'Odessus (de) en 1953. Da Costa Nunes est élu vice-camerlingue du Sacré Collège en 1953. 
Le pape Jean XXIII le crée cardinal lors du consistoire du 19 mars 1962. Da Costa Nunes participe au conclave de 1963, lors duquel Paul VI est élu et il assiste au IIe concile du Vatican en 1962-1965. Il meurt en 1976 à 96 ans.
Il existe une crèche Dom José da Costa Nunes à Macao.